# Mohammed Al-Salhi
Mohammed Al-Salhi (ar. محمد الصالحي, ur. 11 maja 1986) – saudyjski lekkoatleta, średniodystansowiec.

## Osiągnięcia
- brązowy medal igrzysk azjatyckich (sztafeta 4 × 400 metrów, Pusan 2002)
- złoto mistrzostw świata juniorów młodszych (bieg na 800 metrów, Sherbrooke 2003)
- złoto igrzysk azjatyckich (sztafeta 4 × 400 metrów, Doha 2006)
- 2 złote medale światowych igrzysk wojskowych (bieg na 800 metrów i sztafeta 4 × 400 metrów, Hajdarabad 2007)
- 2 złote medale mistrzostw Azji (bieg na 800 metrów i sztafeta 4 × 400 metrów, Amman 2007)
- złoto igrzysk azjatyckich (sztafeta 4 × 400 metrów, Kanton 2010)
- srebro mistrzostw Azji (sztafeta 4 × 400 metrów, Kobe 2011)
- 2 brązowe medale igrzysk Rady Współpracy Zatoki Perskiej (bieg na 800 metrów & sztafeta 4 × 400 metrów, Madinat 'Isa 2011)
- srebro mistrzostw panarabskich (sztafeta 4 × 400 metrów, Al-Ajn 2011)
- złoto mistrzostw Azji (sztafeta 4 × 400 metrów, Pune 2013)
- brąz igrzysk azjatyckich (sztafeta 4 × 400 metrów, Inczon 2014)
- srebro mistrzostw Azji (sztafeta 4 × 400 metrów, Wuhan 2015)

Al-Salhi w 2008 reprezentował Arabię Saudyjską na igrzyskach olimpijskich w Pekinie, gdzie dotarł do półfinału biegu na 800 metrów, natomiast na igrzyskach w Atenach odpadł w fazie eliminacji (także startował w biegu na 800 metrów).

## Rekordy życiowe
- bieg na 800 metrów - 1:43.66  (2009) rekord Arabii Saudyjskiej